# Bill Hamid
Bilal „Bill“ Abdul Hamid (* 25. November 1990 in Annandale, Virginia) ist ein US-amerikanischer Fußballspieler. Seine Eltern stammen aus Sierra Leone.

## Karriere

### Vereine
Hamid wurde als erster Spieler am 2. September 2009 von D.C. United aus deren Academy verpflichtet. Anders als die meisten Fußballspieler aus den USA wurde er nicht von einem College gedraftet. Bevor er in die erste Mannschaft von United wechselte, hatte er ein Angebot von Celtic Glasgow, konnte dort aber wegen einer fehlenden Arbeitserlaubnis nicht spielen.
Sein Debüt gab Hamid am 5. Mai 2010 gegen die Kansas City Wizards. D.C. United konnte dieses Spiel gewinnen und er stellte damit den Rekord von Tim Howard ein, als jüngster Torhüter in der MLS-Geschichte ein Spiel gewonnen zu haben. Während der Saison 2011 stand Hamid bei 28 von 34 Spielen auf dem Platz. Auch in den kommenden Jahren konnte er seinen Stammplatz im Tor von United innehalten.
In der Winterpause der Saison 2017/18 wechselte er nach Dänemark zu FC Midtjylland in die Superliga. Dort stand er dreimal in der Saison 2017/2018 für die Reserve-Mannschaft auf dem Platz. Für die erste Mannschaft absolvierte er ein Spiel in der Alka Superligaen Meisterrunde und im DBU Landespokal und wurde am Saisonende mit seinem Verein dänischer Meister.
Im August 2018 wurde er an seinen ehemaligen Klub D.C. United für ein Jahr verliehen. 2020 verpflichtete ihn D.C. United fest. Dort spielte er in seiner ersten Saison als Stammtorhüter, verpasste 2021 aber gut die Hälfte der Saison verletzungsbedingt. In die Saison 2022 startete er erneut als Stammspieler, fiel ab dem 18. Spieltag aber mit einer Fingerverltzung aus. Im März 2023 wechselte er zu Memphis 901 FC. Nach nur zehn Spielen erhielt er im Sommer 2023 keinen neuen Vertrag und war bis Mai 2024 vereinslos. Nach einem viermonatigen Engagement bei Virginia Dream FC ohne Einsatz schloss er sich dem drittklassigen Maryland Bobcats FC an, für den er drei Einsätze absolvierte. Im Februar 2025 schloss Hamid sich als dritter Torhüter dem Miami FC an.

### Nationalmannschaft
Hamid wurde 2011 erstmals in die Nationalmannschaft der Vereinigten Staaten berufen. Sein erstes Länderspiel absolvierte er am 21. Januar 2012 gegen Venezuela. Beim Gewinn des Gold Cup 2013 saß er als Ersatztorhüter auf der Bank, kam aber nicht zum Einsatz. Für die Fußball-Weltmeisterschaft 2014 wurde er nicht nominiert. 2017 gewann er mit den USA gewann er den Gold Cup; hierbei saß er hauptsächlich auf der Bank und spielte nur im letzten Spiel gegen Nicaragua. Sein zehntes und letztes Länderspiel absolvierte er am 10. Dezember 2020 beim 6:0-Sieg gegen El Salvador und wurde seitdem nicht mehr nominiert.

## Erfolge
D.C. United
- Lamar Hunt U.S. Open Cup: 2013

FC Midtjylland
- Dänischer Meister: 2018

Nationalmannschaft
- CONCACAF Gold Cup: 2013, 2017

Persönliche Auszeichnungen
- MLS Goalkeeper of the Year: 2014